# Isabel da Baviera, Rainha de França
Isabel da Baviera, também referida como Isabel de Wittelsbach-Ingolstádio ou de Wittelsbach-Ingolstadt (em francês: Isabelle de Bavière, Isabeau de Bavière; c. 1370 — 24 de setembro de 1435) foi rainha da França como esposa do rei Carlos VI, com quem se casou em 1385. Nasceu na antiga e prestigiosa Casa de Wittelsbach, filha mais velha do duque Estêvão III da Baviera-Ingolstádio e Tadeia Visconti de Milão. Isabel foi enviada à França quando tinha cerca de 15 ou 16 anos, sob aprovação do jovem rei francês; os dois se casaram três dias depois de seu primeiro encontro.
Em 1389, Isabel foi homenageada com uma cerimônia luxuosa de entrada e coroação em Paris. Carlos sofreu o primeiro ataque de sua vida, uma doença mental progressiva em 1392, e foi forçado a retirar-se temporariamente do governo. Estes acontecimentos ocorreram com uma frequência cada vez maior, deixando uma corte dividida por facções políticas e mergulhada em extravagâncias sociais. Uma mascarada em 1393 para uma de suas damas de companhia — um evento posteriormente conhecido como "Baile dos Ardentes" — terminou em desastre com o rei quase queimado até a morte. Embora o monarca tenha exigido a retirada de Isabel da sua presença durante seus ataques de doença, sempre lhe permitiu autoridade para agir em seu nome, e concedeu-lhe o papel de regente para o Delfim de França (seu herdeiro), dando-lhe um lugar no conselho de regência, muito mais poder do que era habitual para uma rainha medieval.
A enfermidade de Carlos criou um vazio no poder que levou à guerra civil dos Armagnacs e Borguinhões entre os partidários de seu irmão, Luís de Orleães, e os duques reais de Borgonha. Isabel trocou alianças entre as facções, a escolha de rumos que acreditava mais favoráveis para o herdeiro do trono. Quando optou por seguir os Armagnacs, os Borguinhões acusaram-na de adultério com Luís de Orleães; quando tomou o partido dos Borguinhões, os Armagnacs tiraram-na de Paris e prenderam-na. Em 1407 João sem Medo assassinou o duque de Orleães, provocando hostilidades entre as facções. A guerra terminou logo após o filho mais velho da rainha, Carlos, assassinar João sem Medo em 1419 — um ato que o levou a ser deserdado. Isabel esteve presente na assinatura do Tratado de Troyes, em 1421, no qual foi acordado que o rei inglês herdaria a coroa francesa após a morte de seu marido, Carlos VI. Ela viveu na Paris ocupada pelos ingleses até sua morte em 1435.
Embora defendida pela autora contemporânea Cristina de Pisano, a rainha Isabel foi vista como uma perdulária e amante irresponsável. No final do século XX e início do século XXI historiadores reexaminaram as extensas crônicas escritas durante sua vida, concluindo que muito de sua reputação negativa era imerecida e, provavelmente, o resultado de propaganda política.

## Linhagem e casamento
Os pais de Isabel eram o duque Estêvão III da Baviera-Ingolstádio e Tadeia Visconti, com quem se casou por um dote de 100 000 ducados. Ela provavelmente nasceu em Munique, onde foi batizada como Isabel na Igreja de Nossa Senhora Bendita. Era da antiga e bem estabelecida família Wittelsbach, descendente de Carlos Magno, e também era bisneta do Sacro Imperador Romano e Wittelsbach Luís IV. Naquele período a Baviera era o mais poderoso dos estados alemães e dividida entre os membros da Casa de Wittelsbach, onde confusamente todos usaram o título de Duque da Baviera.
Seu tio, o duque Frederico da Baviera-Landshut, sugeriu em 1383 que ela fosse considerada como noiva para o rei Carlos VI de França. O casamento foi proposto novamente no luxuoso matrimônio borgonhês duplo em Cambrai em abril 1385 — João sem Medo e sua irmã Margarida de Borgonha casaram-se com Margarida e Guilherme da Baviera-Straubing, respectivamente. Carlos, então com 17 anos, cavalgou nos torneios do casamento. Era um homem jovem e atraente, em boa forma física, que gostava de justas e caça e estava animado em se casar.

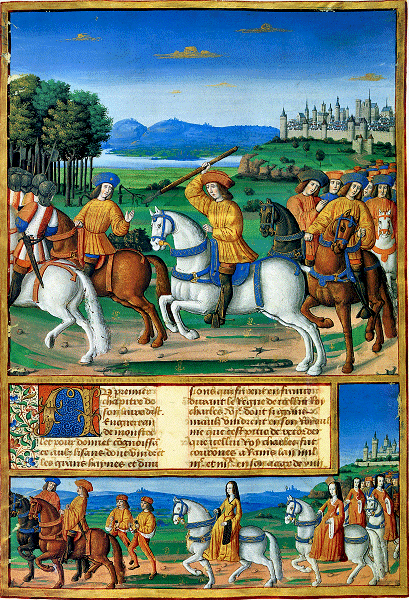
Miniatura que mostra o rei Carlos VI a caça. A rainha Isabel e sua comitiva são mostradas andando em palafréns. Da Chronique de Enguerrand de Monstrelet

O tio de Carlos VI, o duque Filipe, o Audaz de Borgonha, acreditava que o casamento proposto era ideal para construir uma aliança com o Sacro Império Romano e contra os ingleses. O pai de Isabel concordou com relutância e a mandou para a França com seu irmão, o tio dela, com o pretexto de fazer uma peregrinação em Amiens. Estava convencido de que ela não estava sabendo que estava sendo enviada à França para ser examinada como uma noiva em potencial para Carlos, e se recusou a permissão para que ela fosse examinada nua, um costume na época. Segundo o cronista contemporâneo Jean Froissart, Isabel tinha 13 ou 14 anos quando o matrimônio foi proposto e cerca de 16 no momento do casamento, em 1385, sugerindo a data de aniversário por volta de 1370.
Antes de sua apresentação perante o rei, visitou Hainaut por cerca de um mês, ficando com ela seu tio-avô duque Alberto I, governante de alguns territórios da Baviera-Straubing e Conde de Holanda. Sua esposa, Margarida de Brieg, substituiu o estilo bávaro das vestes da Isabel, considerado-as impróprias como trajes da corte francesa, e ensinou-lhe a etiqueta apropriada para a corte do país. Aprendeu rapidamente, sugerindo que tinha um caráter inteligente e perspicaz. Em 13 julho de 1385, viajou para Amiens para ser apresentada ao rei Carlos.
Froissart escreveu sobre o encontro em suas Crônicas, dizendo que Isabel ficou imóvel enquanto estava sendo inspecionada, exibindo um comportamento perfeito para os padrões de sua época. Os arranjos foram feitos para que os dois se casassem em Arras, no primeiro encontro Carlos sentiu a "felicidade e amor entrando em seu coração, pois viu que ela era linda e jovem, e assim desejou muito olhá-la e possuí-la". Ela ainda não falava francês e pode não ter refletido a beleza idealizada do período, talvez herdando escuras características italianas de sua mãe, até então fora de moda, mas Carlos certamente a aprovou visto que ambos se casaram três dias depois. Froissart documentou o casamento real, brincando sobre os convidados lascivos na festa e o "jovem casal quente".
O rei aparentemente amava sua jovem esposa, lhe esbanjando presentes. Na ocasião de seu primeiro Ano Novo em 1386, deu-lhe uma sela de palafrém feita de veludo vermelho, enfeitado com cobre e decorado com um entrelaçado com as letras K e E (isto é, Karol e Elisabeth), e ele continuou a dar-lhe presentes de anéis, utensílios de mesa e vestuário. Os tios também, aparentemente, ficaram satisfeitos com o matrimônio, que os cronistas contemporâneos, nomeadamente Froissart e Michel Pintoin (o Monge de St. Denis), descreveram de forma semelhante como um jogo enraizado na vontade e com base na beleza dela. No dia após o casamento, Carlos foi para uma campanha militar contra os ingleses, e Isabel foi para Creil para viver com sua tia-avó Branca, duquesa de Orleães, que ensinou-lhe as tradições da corte. Em setembro, fixou residência no Castelo de Vincennes, onde nos primeiros anos de seu casamento Carlos frequentemente se juntou a ela, e que se tornou sua casa favorita.

## Coroação
A coroação de Isabel foi celebrada em 23 de agosto de 1389 com uma entrada cerimonial luxuosa em Paris. Sua cunhada e também prima em segundo grau, Valentina Visconti, que se casara com seu próprio primo Luís de Orleães (irmão mais novo de Carlos) dois anos antes por procuração e dispensa papal, chegou em grande estilo, escoltada através dos Alpes de Milão por 1 300 cavaleiros que transportavam luxos pessoais, como livros e uma harpa. As mulheres nobres na procissão de coroação estavam vestidas com trajes luxuosos com bordados em fio de ouro, e andavam em liteiras escoltadas por cavaleiros. Filipe, o Audaz usava um gibão bordado com 40 ovelhas e 40 cisnes, cada um decorado com um sino feito de pérolas.
A procissão durou de manhã até a noite. As ruas estavam cheias de pintura viva (Tableau vivant) exibindo cenas das Cruzadas, Deësis e as Portas do Paraíso. Mais de mil burgueses ficaram ao longo da rota; aqueles de um lado estavam vestidos em revestimento verde, os da frente em vermelho. A procissão começou no Porte Saint-Denis e passou sob um dossel de pano azul-celeste debaixo do qual crianças vestidas como anjos cantaram, virando na Rue Saint-Denis antes de chegar em Notre Dame para a cerimônia de coroação. Como Tuchman descreveu o evento, "Tantas maravilhas deviam ser vistas e admiradas que já era noite, antes da procissão atravessar a ponte que leva à Notre Dame, quando a exibição culminou."
Quando Isabel cruzou a Ponte de Notre Dame, uma pessoa vestida como um anjo desceu da igreja por meios mecânicos e "passou por uma abertura do tafetá azul com uma flor-de-lis dourada, que cobriu a ponte, e colocaram uma coroa em sua cabeça." O anjo foi, então, se afastando para a igreja. Um acrobata carregando duas velas caminhou ao longo de uma corda suspensa entre as torres da catedral para a casa mais alta da cidade.
Depois da coroação de Isabel, a procissão fez o seu caminho de volta da catedral ao longo de uma rota iluminada por 500 velas. Eles foram recebidos por um banquete real, e uma sucessão de desfiles de narrativa completos com uma descrição da queda de Troia. A rainha, grávida de sete meses, quase desmaiou de calor no primeiro dos cinco dias de festividades. Para pagar o evento extravagante, impostos foram criados em Paris dois meses depois.

## Enfermidade de Carlos

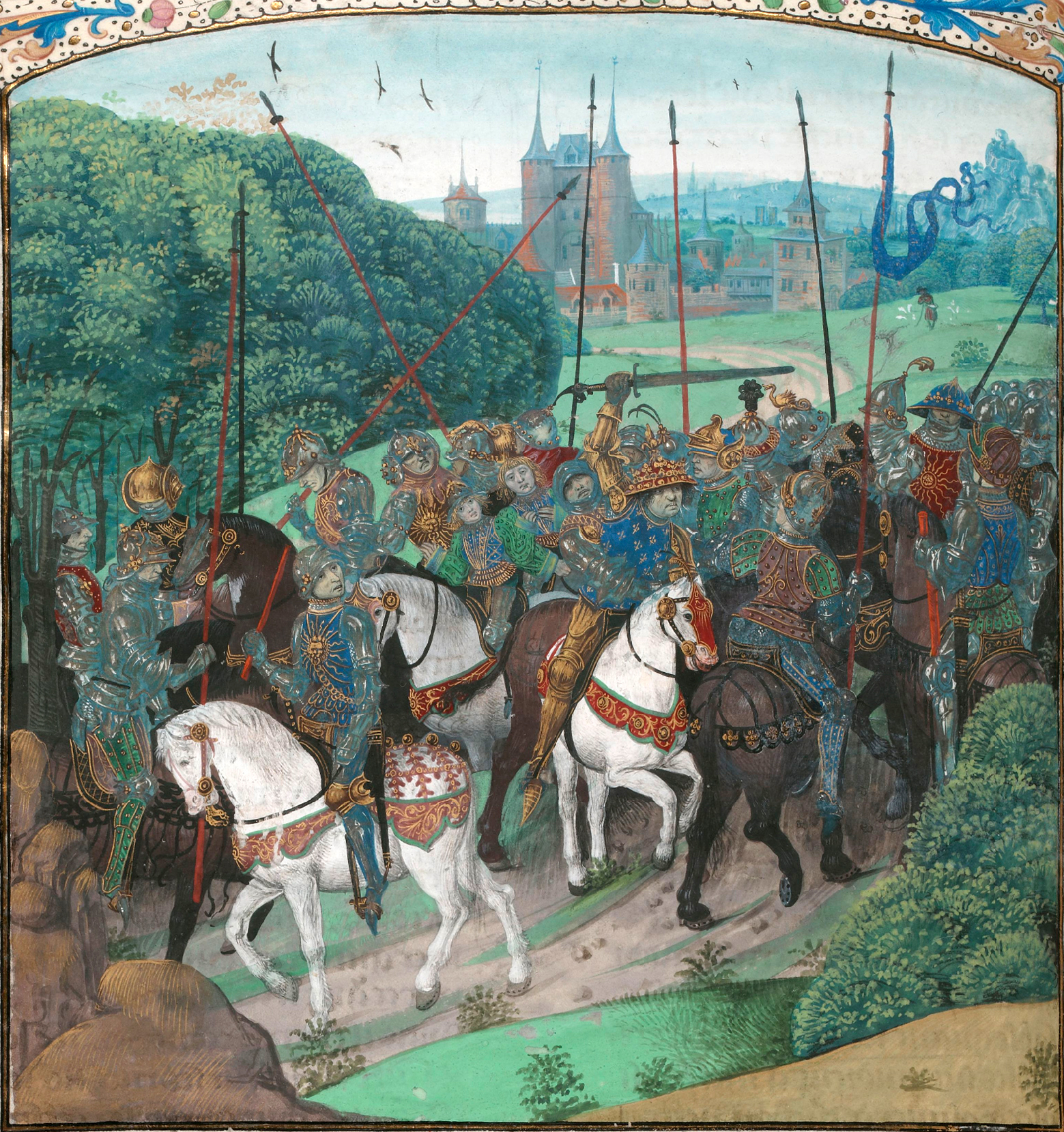
Em seu primeiro surto de doença, Carlos VI atacou seus cavaleiros em 1392, mostrado em uma miniatura das Crônicas de Froissart

Carlos sofreu o primeiro do que viria a se tornar uma série de ataques de insanidade ao longo da vida em 1392, quando, num dia quente de agosto em Le Mans, atacou seus cavaleiros domésticos, incluindo seu irmão Luís de Orleães, matando quatro homens. Após o ataque, entrou em um coma que durou quatro dias. Poucos acreditavam que iria se recuperar; seus tios, os duques de Borgonha e Berry, se aproveitaram de sua doença e rapidamente tomaram o poder, reimplantaram-se como regentes e dissolveram o conselho dos marmousets.
O início súbito da insanidade do rei foi visto por alguns como um sinal da ira divina e castigo, e por outros como o resultado de magia. Historiadores modernos especulam que ele pode ter sofrido desde o início de esquizofrenia paranoide. O rei em coma foi devolvido para Le Mans, onde Guillaume de Harsigny — um médico venerado e bem-educado de 92 anos de idade — foi convocado para tratá-lo. Carlos recuperou a consciência e sua febre cedeu; ele gradualmente retornou a Paris em setembro.

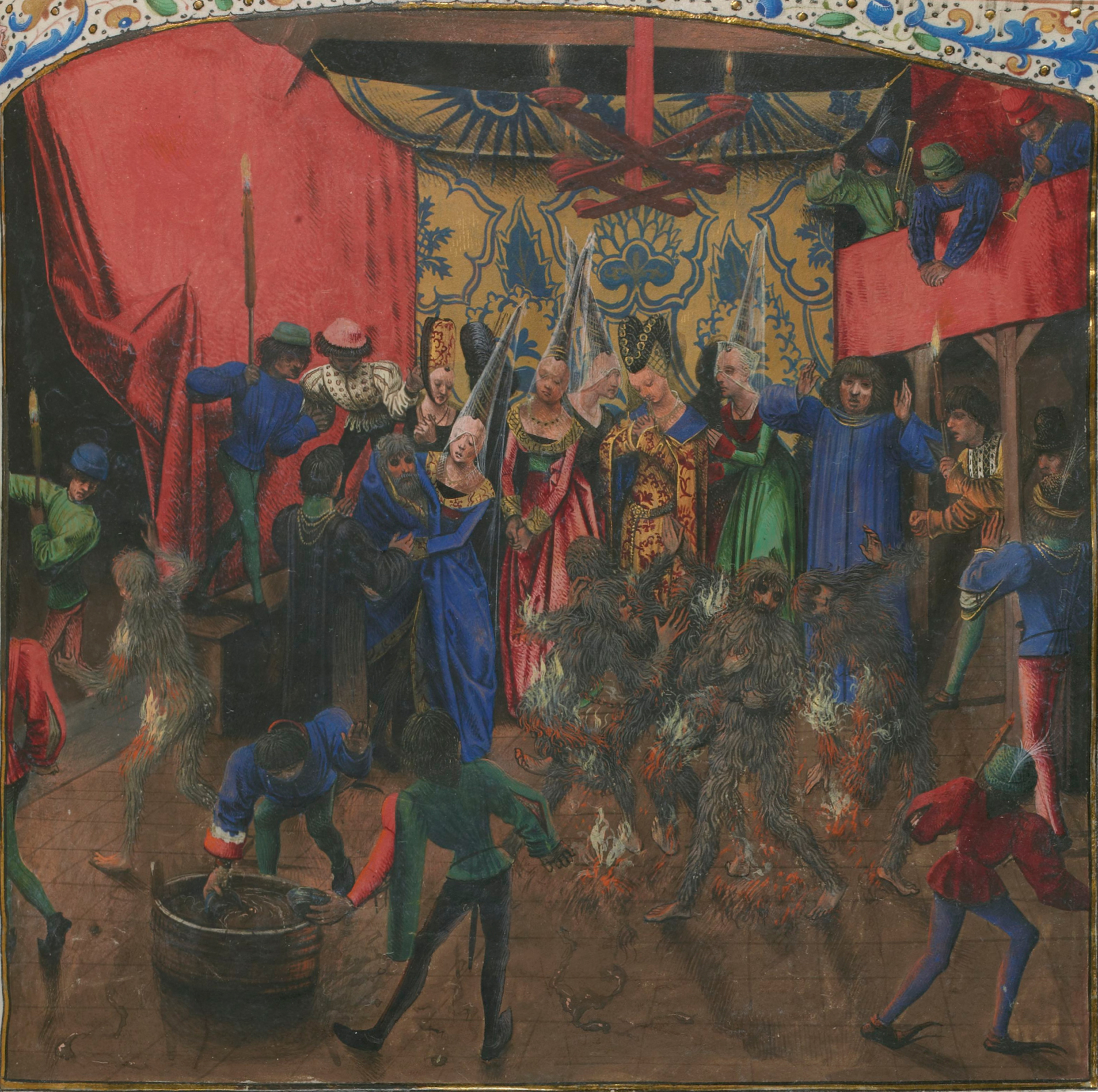
O "Baile dos Ardentes" em uma miniatura das Crônicas de Froissart: Carlos VI encolhido sob a saia da duquesa de Berry no centro esquerdo, e dançarinos no centro queimando

O médico recomendou um programa de divertimentos. Um membro da corte sugeriu que Carlos surpreendesse a rainha e as outras senhoras juntando-se a um grupo de cortesões que se disfarçaram como homens selvagens e invadiram o baile de mascaradas celebrando o segundo casamento da dama de companhia de Isabel, Catarina de Fastaverin. Isto veio a ser conhecido como o "Baile dos Ardentes". O rei quase foi morto e quatro dos dançarinos queimados até a morte, quando uma faísca de uma tocha interposta por Luís de Orleães acendeu um dos figurinos dos bailarinos. O desastre prejudicou a confiança na capacidade do monarca em governar. Parisienses consideraram isso uma prova da decadência da corte e ameaçaram se rebelar contra os membros mais poderosos da nobreza. A indignação da opinião pública forçou o rei e seu irmão mais novo, que um cronista contemporâneo acusou de tentativa de regicídio e feitiçaria, a entrar em penitência pelo evento.
Carlos sofreu um segundo e mais prolongado ataque de insanidade no mês de junho; retiraram-no por cerca de seis meses e definiram um padrão que seria válido para as próximas três décadas já que sua condição se deteriorou. Froissart descreveu os ataques da doença como tão graves que o rei estava "perdido na vida; nenhuma medicina poderia ajudá-lo", apesar de ter se recuperado do primeiro ataque em poucos meses. Durante os primeiros 20 anos de sua doença sofreu períodos de lucidez, o suficiente para que continuasse a governar. Sugestões foram feitas para substituí-lo com um regente, embora houvesse incerteza e debates se uma regência poderia assumir o papel pleno de um monarca vivo. Quando era incapaz de governar, seu irmão mais novo Luís de Orleães, e seu primo João sem Medo, o novo duque de Borgonha, foram os principais entre aqueles que tentaram tomar o controle do governo.
Quando o rei ficou doente na década de 1390, Isabel tinha 22 anos; teve três filhos e já havia perdido dois bebês. Durante a pior fase de sua doença não foi capaz de reconhecê-la, e lhe causou grande angústia, exigindo sua retirada quando ela entrava em seu quarto. O monge de St Denis escreveu em sua crônica, "O que a afligia acima de tudo era ver como em todas as circunstâncias ... o rei a repelia, sussurrando ao seu povo: 'Quem é essa mulher impedindo minha opinião? Descubram o que ela quer e impeçam-na de me aborrecer e incomodar'." Quanto a doença se agravou, na virada do século, foi acusada de abandoná-lo, especialmente quando mudou sua residência para o Hôtel Barbette. A historiadora Rachel Gibbons especulou que Isabel queria se distanciar de seu marido e de sua doença, escrevendo, "seria injusto culpá-la se ela não quisesse viver com um louco."
Uma vez que o rei muitas vezes não a reconheceu durante seus surtos psicóticos e estava chateado com sua presença, que acabou sendo considerado conveniente lhe fornecer uma amante, Odette de Champdivers, a filha de um negociante de cavalos; de acordo com Tuchman, é dito que Odette se assemelhava com Isabel e foi chamada de "a pequena rainha". Ela provavelmente tinha assumido esse papel por volta de 1405 com o consentimento da rainha, mas durante sua remissão o rei ainda tinha relações sexuais com sua mulher, cuja última gravidez ocorreu em 1407. Registros mostram que Isabel estava na câmara do rei em 23 de novembro de 1407, na noite do assassinato de Luís de Orleães, e novamente em 1408. Os surtos de doença do rei continuaram inabaláveis até sua morte.
Os dois podem ainda ter sentido afeição mútua, e a rainha trocava presentes e cartas com ele durante seus períodos de lucidez, mas distanciou-se durante os ataques prolongados de insanidade. Adams escreveu que o apego e lealdade de Isabel é evidente nos grandes esforços que fazia para manter a coroa para seus herdeiros nas décadas seguintes.

## Facções políticas e primeiros esforços diplomáticos
A vida de Isabel é bem documentada, muito provavelmente porque a doença de Carlos a colocou numa posição incomum de poder. No entanto, não se sabe muito sobre suas características pessoais, e os historiadores até discordam sobre sua aparência. É descrita como "pequena e morena" ou "alta e loira". A evidência contemporânea é contraditória: cronistas disseram que ela era tanto "bonita e hipnótica, quanto obesa pela hidropsia que a aleijou." Apesar de viver na França depois de seu casamento, falava com um forte sotaque alemão que nunca diminuiu, que Tuchman descreveu dando-lhe uma aparência "estrangeira" na corte francesa.
A historiadora Tracy Adams a descreveu como uma diplomata talentosa que navegou na política da corte com facilidade, graça e carisma. Carlos tinha sido coroado em 1387, com 20 anos, atingindo o controle exclusivo da monarquia. Seus primeiros atos incluíram a demissão de seus tios e a reintegração dos chamados marmousets — um grupo de conselheiros de seu pai, Carlos V — e deu a Luís de Orleães mais responsabilidade. Alguns anos mais tarde, após o primeiro ataque da doença do rei, tensões se instalaram entre Orleães e os tios reais — os duques Filipe, o Audaz de Borgonha; João de Berry; e Luís II de Bourbon. Forçada a assumir um papel mais importante na manutenção da paz em meio à luta pelo poder crescente, que continuou a persistir por muitos anos, sucedeu em seu papel de pacificadora entre as várias facções da corte.

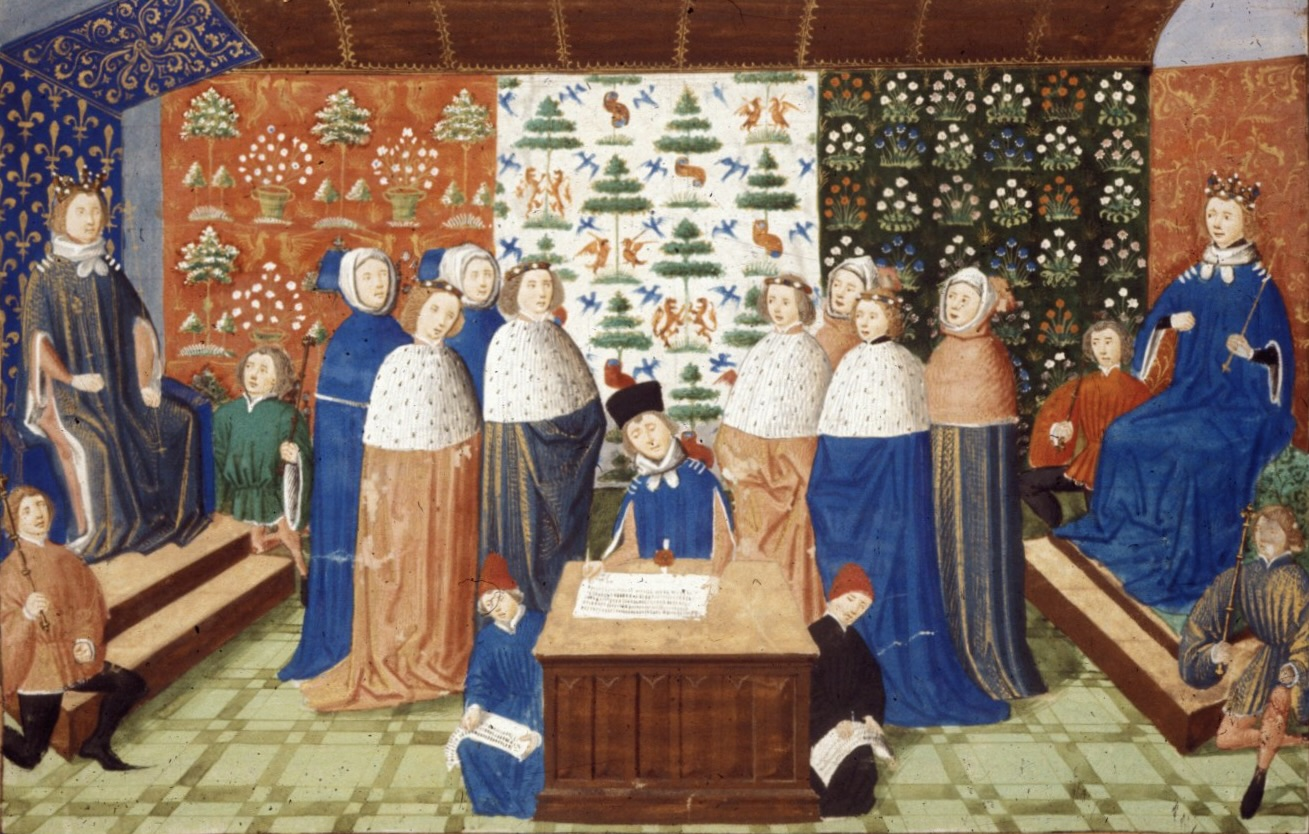
A assinatura da trégua entre Inglaterra e França em que a filha da rainha, Isabel, fica noiva de Ricardo II de Inglaterra

Já no final da década de 1380 e início da década de 1390, demonstrou que possuía influência diplomática quando a delegação florentina solicitou sua intervenção política no caso de João Galeácio Visconti. Luís de Orleães e o duque de Borgonha estavam na facção pró-Visconti, enquanto a facção anti-Visconti incluía a rainha, seu irmão, Luís VII de Baviera, e João III de Armagnac. Naquela época Isabel não tinha o poder político para realizar mudanças. No entanto, alguns anos mais tarde, em 1396, no casamento de sua filha Isabel de sete anos de idade com Ricardo II de Inglaterra (um evento em que Carlos atacou um arauto por usar a libré de Galeácio), negociou com sucesso uma aliança entre a França e Florença com o embaixador florentino Buonaccorso Pitti.
Na década de 1390 Jean Gerson, da Universidade de Paris, formou um conselho para eliminar o Grande Cisma do Ocidente, e em reconhecimento de suas habilidades de negociação, colocou Isabel no conselho. Os franceses desejavam ao mesmo tempo a abdicação do Papado de Avinhão e os papas romanos em favor de um único papado em Roma; Clemente VII em Avinhão saudou a presença da rainha dado-lhe seu registro como uma mediadora eficaz. No entanto, o esforço desapareceu quando o antipapa morreu.
Durante sua breve recuperação nos anos de 1390, Carlos fez arranjos para Isabel ser o "principal guardião do Delfim", seu filho, até que chegasse aos 13 anos de idade, dando-lhe poder político adicional sobre o conselho de regência. O rei nomeou sua esposa co-tutora de seus filhos em 1393, uma posição compartilhada com os duques reais e seu irmão, Luís da Baviera, enquanto dava ao duque de Orleães poder total na regência. Ao nomeá-la, agiu sob as leis decretadas por seu pai, Carlos V, o que concedeu todo o poder à rainha proteger e educar o herdeiro do trono. Estas nomeações separaram o poder entre Luís de Orleães e os tios reais, aumentando a má vontade entre as facções. No ano seguinte, como seus surtos de doença tornaram-se mais graves e prolongados, Isabel tornou-se a líder do conselho de regência, o que lhe deu poder sobre os duques reais e Condestáveis da França, enquanto, ao mesmo tempo, tornando-a vulnerável ao ataque de várias facções judiciais.
Durante a doença de Carlos, o duque de Orleães se tornou financeiramente poderoso como o cobrador de impostos oficiais, e na década seguinte Isabel e Orleães concordaram em aumentar o nível de tributação. Em 1401, durante uma das ausências do rei, o duque de Orleães instalou seus próprios homens para cobrar receitas reais, irritando Filipe, o Audaz que em retaliação levantou um exército, ameaçando entrar em Paris com 600 homens de armas e 60 cavaleiros. Naquela época a rainha interveio entre os duques de Orleães e Borgonha, evitando o derramamento de sangue e a eclosão da guerra civil.
O rei confiava bastante em sua esposa em 1402, permitindo que pudesse arbitrar a crescente disputa entre os Orleanistas e Borguinhões, e mudou o controle da tesouraria para ela. Depois de Filipe, o Audaz morrer em 1404 e seu filho João sem Medo tornar-se duque de Borgonha, o novo duque continuou a luta política em uma tentativa de obter acesso ao tesouro real para os interesses de Borgonha. Orleães e os duques reais pensaram que João estava usurpando o poder para seus próprios interesses e Isabel, naquela época, alinhando-se com o duque Luís para proteger os interesses da coroa e seus filhos. Além disso, ela desconfiava de João sem Medo que acreditava ultrapassado na classificação — ele era primo do rei enquanto que Luís de Orleães era irmão de Carlos.

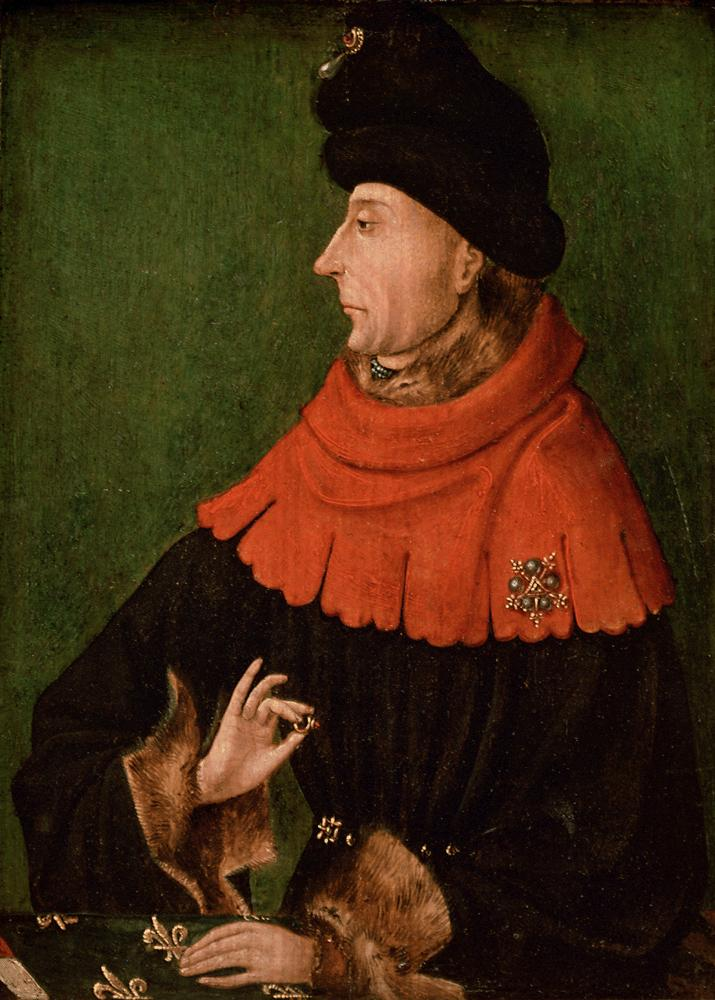
João sem Medo, Duque da Borgonha

Rumores de que Isabel e Luís de Orleães eram amantes começaram a circular, uma relação que seria considerada incestuosa. Se os dois eram íntimos tem sido questionado por historiadores contemporâneos, incluindo Gibbons que acredita que o boato pode ter sido plantado como propaganda contra a rainha como retaliação devido os aumentos dos impostos que ela e o irmão mais novo do rei ordenaram em 1405. Um frade agostiniano, Jacques Legrand, pregou um longo sermão à corte denunciando o excesso e depravação, em particular, mencionando a rainha e suas modas — com o pescoço, ombros e decote expostos. O monge apresentou seu sermão como alegoria de modo a não ofendê-la abertamente, mas ele a colocou junto de suas damas de companhia como "furiosas personagens vingativas". Disse para Isabel, "Se você não acredita em mim, saia para a cidade disfarçada de mulher pobre, e vai ouvir o que todo mundo está dizendo." Assim, ele a acusou de ter perdido contato com os plebeus e a corte com seus súditos. Mais ou menos ao mesmo tempo, um panfleto político satírico, Songe Veritable, hoje considerado pelos historiadores como propaganda pró-Borgonha, foi lançado e amplamente distribuído em Paris. O panfleto insinuava relações entre a rainha e o irmão mais novo de Carlos.
João sem Medo a acusou de má gestão fiscal junto do duque de Orleães e, novamente, exigiu dinheiro para si próprio, em recompensa pela perda de receitas reais após a morte de seu pai; uma metade estimada das receitas de Filipe, o Audaz viera do tesouro francês. Ele levantou uma força de 1 000 cavaleiros, e entrou em Paris em 1405. Luís e a rainha se retiraram para o castelo fortificado de Melun, com sua família e as crianças depois de um dia ou mais. João imediatamente deixou a perseguição e interceptou o partido de acompanhantes e crianças reais. Capturou o Delfim, e fez com que voltasse a Paris sob o controle das forças de Borgonha; no entanto, o tio do menino, o duque de Berry, rapidamente assumiu o controle da criança sob as ordens do Conselho Real. Naquela época Carlos estava lúcido há cerca de um mês e capaz de ajudar com a crise. O incidente, que veio a ser conhecido como a remoção do delfim, quase causou guerra em grande escala, mas foi evitado. Luís rapidamente levantou um exército, enquanto João encorajou os parisienses a se revoltar. Eles se recusaram, alegando lealdade ao rei e seu filho; Berry foi nomeado capitão geral de Paris e os portões da cidade foram bloqueados. Em outubro a rainha tornou-se ativa na mediação da disputa, em resposta a uma carta de Cristina de Pisano e uma ordenança do Conselho Real.

## Assassinato de Luís de Orleães e rescaldo

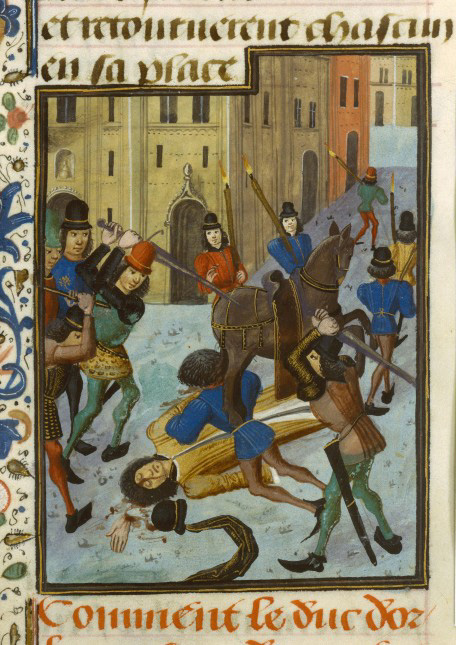
João sem Medo ordenou o assassinato do aliado político de Isabel, Luís de Orleães em 1407, retratado em uma miniatura do século XV

Em 1407 João sem Medo ordenou o assassinato de Luís de Orleães. Em 23 de novembro contratou assassinos que atacaram o duque quando retornava para sua residência em Paris, cortaram-lhe a mão, segurando as rédeas do cavalo, e "agrediram [ele] até a morte com espadas, machados e tacos de madeira". Seu corpo foi deixado em uma sarjeta. A princípio negou envolvimento no assassinato, mas rapidamente admitiu que o ato foi feito pela honra da rainha, alegando que agiu para "vingar" a monarquia do alegado adultério entre Isabel e o duque de Orleães. Seus tios reais, chocados com sua confissão, o obrigaram a deixar Paris enquanto o Conselho Real tentou uma reconciliação entre as Casas de Borgonha e de Orleães.
Em março de 1408, o teólogo Jean Petit apresentou uma longa e bem-atendida justificação no palácio real antes de uma grande audiência da corte. Petit argumentou convincentemente que na ausência do rei, o duque de Orleães tornou-se um tirano, praticou feitiçaria e necromancia, foi impulsionado pela ganância, e planejava cometer fratricídio no "Baile dos Ardentes". Argumentou que João deveria ser exonerado, porque tinha defendido o rei e a monarquia com o assassinato do duque. Carlos, "insano durante a audiência", foi convencido pelo argumento do teólogo e perdoou o duque da Borgonha, apenas rescindindo o perdão em setembro.
A violência eclodiu novamente após o assassinato; Isabel tinha tropas patrulhando Paris e, para proteger o Delfim Luís, duque de Guyenne, novamente deixou a cidade para Melun. Em agosto, encenou uma entrada na capital francesa para o Delfim, e no início do ano novo o rei assinou um decreto dando ao seu filho de 13 anos o poder de governar na ausência da rainha. Durante esses anos, a maior preocupação de Isabel era a segurança do Delfim enquanto preparava-o para assumir os deveres do rei; formou alianças para promover esses objetivos. Neste ponto, a rainha e sua influência ainda foram cruciais na luta pelo poder. Seu controle físico e de seus filhos tornou-se importante para ambas as partes e era frequentemente forçada a mudar de lado, pelo qual foi criticada e chamada de instável. Se juntou aos Borguinhões entre 1409 e 1413, e trocou de lado para formar uma aliança com os Orleanistas entre 1413 e 1415.
Na Paz de Chartres em março de 1409, João sem Medo foi reintegrado ao Conselho Real depois de uma reconciliação pública com o filho de Luís de Orleães, Carlos I de Valois, na catedral de Chartres, apesar da rixa continuar. Em dezembro daquele ano, Isabel concedeu a tutelle (tutela do Delfim) a João sem Medo, fazendo dele o mestre de Paris, e permitindo-lhe orientar seu filho, depois que ele teve João de Montagu, Grão-Mestre da casa do rei, executado. Nesse ponto, o duque controlava essencialmente o Delfim e Paris, e era popular na cidade por causa de sua oposição aos impostos lançados pela rainha e o duque de Orleães. Suas ações em relação a João sem Medo irritaram os Armagnacs, que no outono de 1410 marcharam sobre Paris para "resgatar" o Delfim da influência do duque. Naquele tempo os membros da Universidade de Paris, e em particular Jean Gerson, propuseram que todos os membros rivais do Conselho Real fossem demitidos e imediatamente removidos do poder.
Para aliviar a tensão com os Borguinhões um segundo casamento duplo foi organizado em 1409. A filha de Isabel, Micaela, casou-se com o filho de João sem Medo, Filipe, o Bom; seu outro filho, o Delfim Luís, casou-se com a filha do duque  de Borgonha, Margarida. Antes do casamento, Isabel negociou um tratado com João sem Medo, no qual ela claramente definiu a hierarquia familiar e sua posição em relação ao trono.

## Guerra Civil

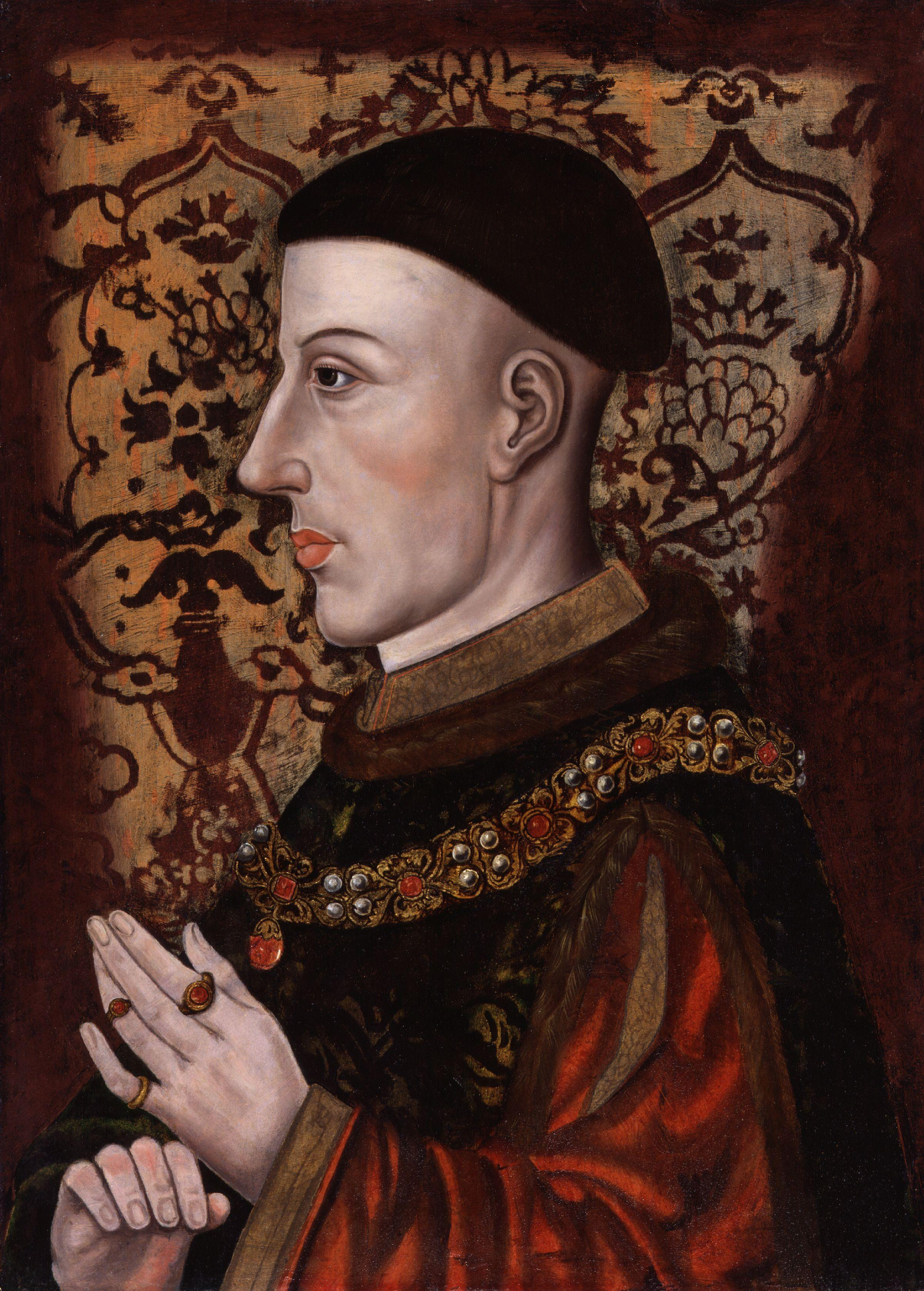
Rei Henrique V de Inglaterra

Apesar de seus esforços para manter a paz, a guerra civil dos Armagnacs e Borguinhões eclodiu em 1411. João ganhou vantagens durante o primeiro ano do conflito, mas o Delfim começou a construir uma base de poder; Cristina de Pisano escreveu que ele era o salvador da França. Com apenas 15 anos, não tinha poder ou apoio para derrotar o duque de Borgonha, que fomentou a revolta em Paris. Em retaliação contra as ações do duque da Borgonha, Carlos de Orleães negou fundos do tesouro real para todos os membros da família real. Em 1414, em vez de permitir que seu filho, então com 17 anos, liderasse, Isabel aliou-se com Carlos de Orleães. O Delfim, em troca, mudou de lealdade e se juntou a João, que a rainha considerava imprudente e perigoso. O resultado foi a continuação da guerra civil na capital francesa. Plebeus parisienses juntaram forças com o duque da Borgonha na Revolta de Cabochien, e no auge da rebelião um grupo de açougueiros entraram na casa da rainha em busca de traidores, retirando e prendendo até 15 de suas damas de companhia. Em suas crônicas, Pintoin escreveu que Isabel estava firmemente associada com os orleanistas e os 60 000 Armagnacs que invadiram Paris e a Picardia.
O rei Henrique V de Inglaterra aproveitou a disputa interna na França, invadiu a costa noroeste, e em 1415 entregou uma derrota esmagadora para os franceses em Azincourt. Quase toda uma geração de líderes militares morreram ou foram feitos prisioneiros em um único dia. João, ainda brigando com a família real e os Armagnacs, manteve-se neutro quando Henrique V passou a conquistar cidades no norte da França.
Em dezembro de 1415 o Delfim Luís morreu repentinamente aos 18 anos de uma doença, deixando a posição política da Isabel incerta. Seu quarto filho João de Touraine, de 17 anos, agora o Delfim titular, tinha sido criado desde a infância na casa do duque Guilherme II da Baviera em Hainaut. Casado com a condessa Jaqueline de Hainaut, o Delfim João era simpatizante de Borgonha. Guilherme da Baviera recusou-se a mandá-lo para Paris durante um período de turbulência já que os Borguinhões saquearam a cidade e os parisienses se revoltaram contra uma nova onda de aumento de impostos iniciados pelo conde Bernardo VII de Armagnac; em um período de lucidez, Carlos havia elevado o conde para ser o Condestável da França. A rainha tentou intervir, organizando uma reunião com Jaqueline em 1416, mas Armagnac se recusou a permitir que conciliasse com a Casa de Borgonha, enquanto Guilherme II continuou a impedir que o jovem Delfim entrasse na capital francesa.

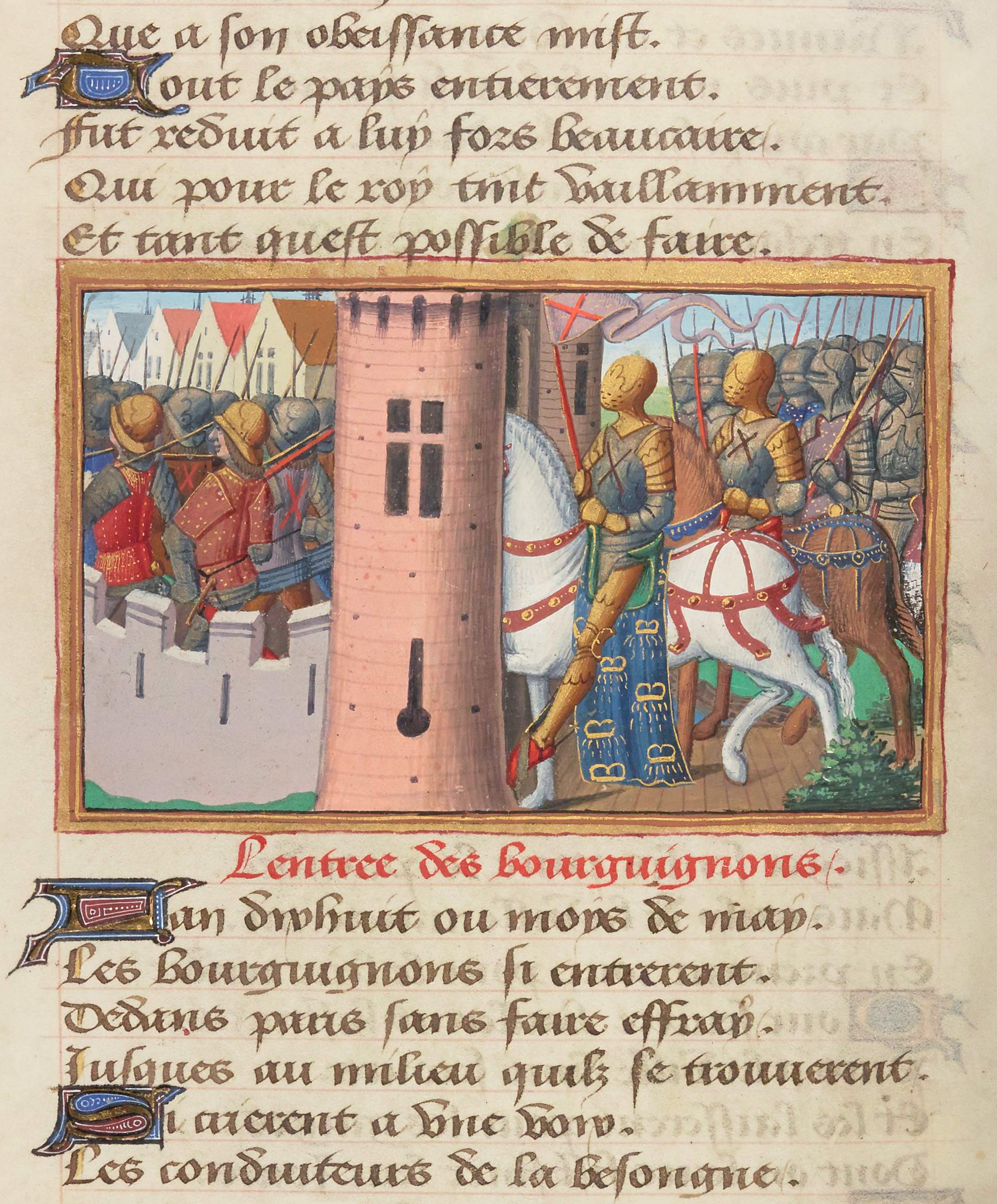
Borguinhões entrando em Paris, 1418

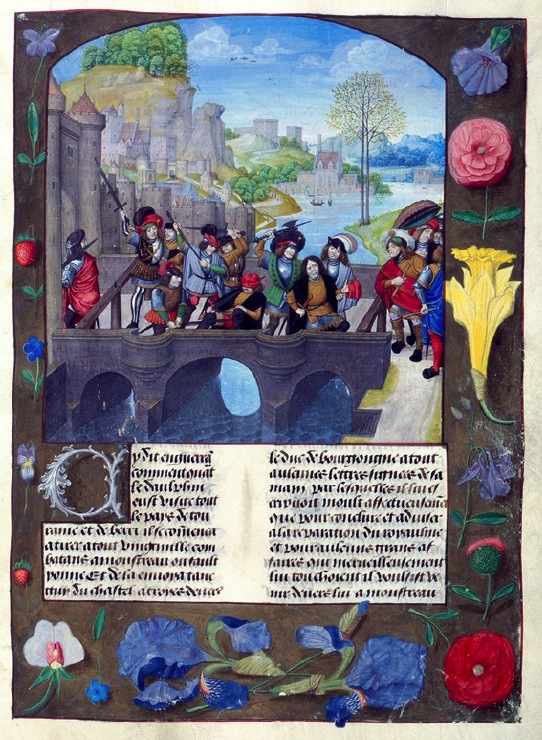
Miniatura mostrando o assassinato de João sem Medo, pintado pelo Mestre dos Livros de Oração

Em 1417, Henrique V invadiu a Normandia com 40 000 homens. Em abril daquele ano o Delfim João morreu e outra mudança de poder ocorreu quando o quinto e último filho de Isabel, Carlos, de 14 anos, tornou-se o novo Delfim. Era casado com Maria de Anjou, filha de um Armagnac e por isso os favoreceu. Naquela época os Armagnac prenderam a rainha em Tours, confiscando seus bens pessoais (roupas, jóias e dinheiro), desmantelando sua família, e separando-a das crianças mais novas, assim como suas damas de companhia. Ela garantiu sua liberdade em novembro, com a ajuda do duque de Borgonha. Relatos de sua libertação variam: Monstrelet escreveu que o duque de Borgonha a "entregou" para Troyes, e Pintoin que o duque negociou a libertação da rainha para ganhar o controle de sua autoridade. Isabel manteve sua aliança com o duque a partir desse período até o Tratado de Troyes.
Isabel no início assumiu o papel de regente única, mas em janeiro de 1418 cedeu sua posição para João sem Medo. Juntos Isabel e João aboliram o parlamento (Chambre des comptes) e voltaram a assegurar o controle de Paris e do rei. O duque tomou o controle da capital francesa à força em 28 de maio de 1418, massacrando os Armagnacs. O Delfim fugiu da cidade. De acordo com a crônica de Pintoin, o herdeiro do trono da França recusou o convite de Isabel para se juntar a ela em uma entrada em Paris. Ela entrou na cidade com João no dia 14 de julho.
Logo depois que assumiu o título de Delfim, Carlos negociou uma trégua com João em Pouilly. Em seguida, solicitou uma reunião privada com o duque, em 10 de setembro de 1419 em uma ponte em Montereau, prometendo sua garantia pessoal de proteção. A reunião, no entanto, foi uma manobra para assassinar João, a quem Carlos "agrediu até a morte" na ponte. Seu pai, o rei Carlos, o deserdou imediatamente. A guerra civil terminou após a morte do duque de Borgonha. As ações do Delfim alimentaram ainda mais os rumores sobre sua legitimidade, e sua deserdação definir o cenário para o Tratado de Troyes.

## Tratado de Troyes e últimos anos

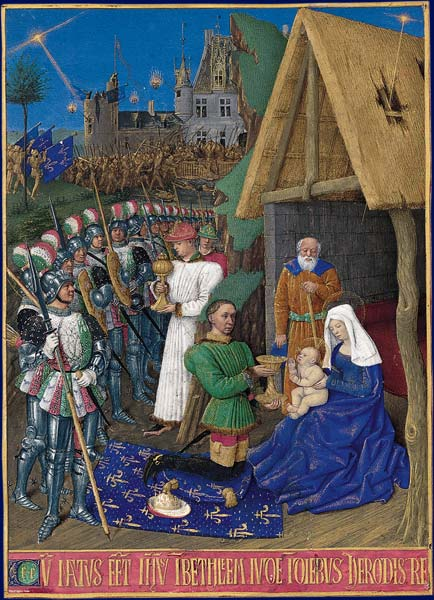
O filho mais novo de Isabel, Carlos VII de França, mostrado em uma miniatura de Jean Fouquet

Em 1419, Henrique V ocupou a maior parte da Normandia e exigiu um juramento de fidelidade dos moradores. O novo duque de Borgonha, Filipe, o Bom, aliou-se com os ingleses, colocando uma enorme pressão sobre a França e Isabel, que permaneceram leais ao rei. Em 1420, Henrique enviou um emissário para conversar com a rainha, após o que de acordo com Adams, Isabel "cedeu ao que deve ter sido um argumento persuasivamente representado pelo mensageiro de Henrique V". A França efetivamente havia sido deixada sem um herdeiro ao trono, mesmo antes do Tratado de Troyes. Carlos VI tinha deserdado o Delfim, a quem considerava responsável por "quebrar a paz por seu envolvimento no assassinato do duque de Borgonha"; escreveu em 1420 que ele tinha "tornado-se indigno de suceder ao trono ou qualquer outro título". Carlos de Orléans, o próximo na linha como herdeiro sob a lei sálica, tinha sido feito prisioneiro na batalha de Agincourt e foi mantida em cativeiro, em Londres.

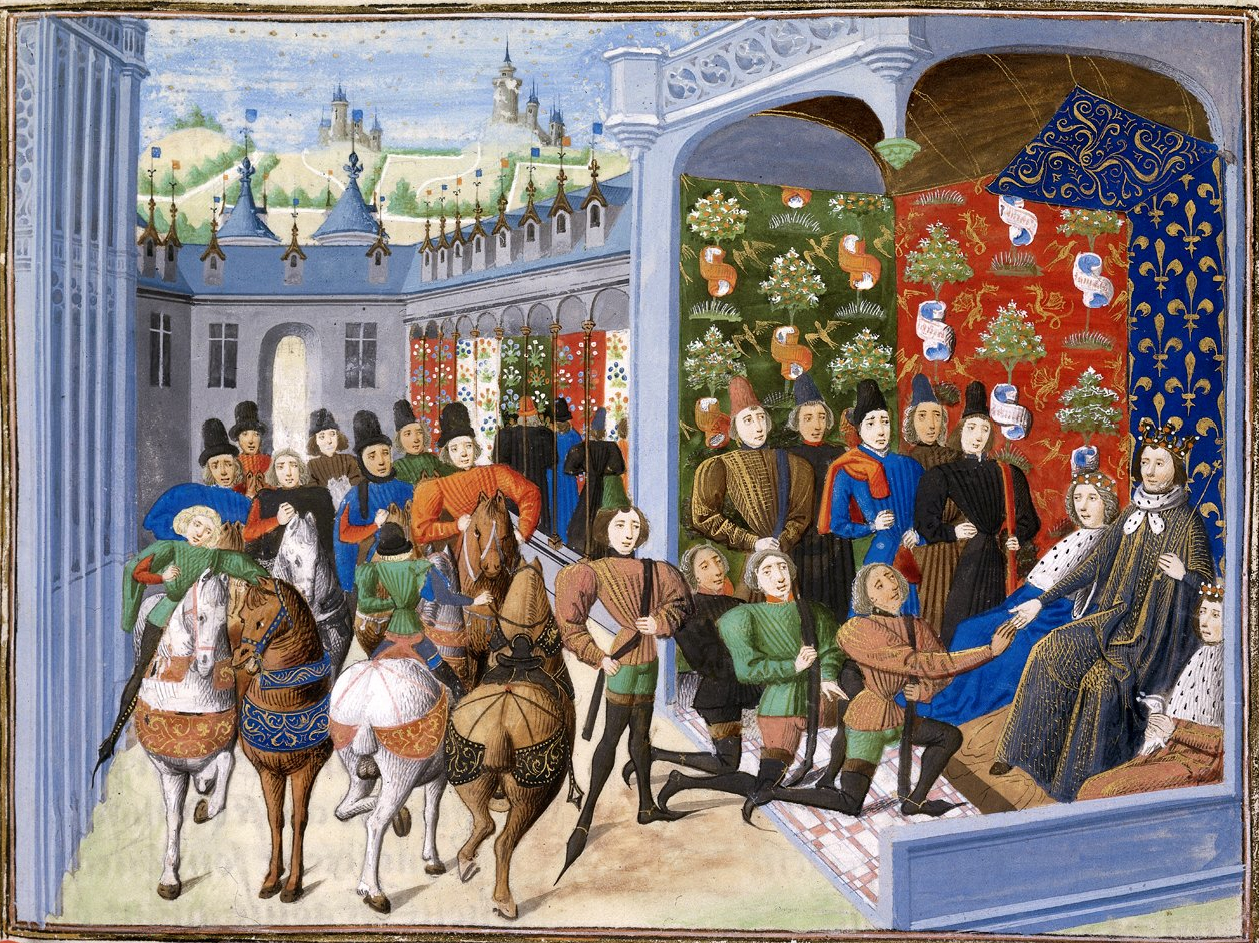
Isabel e Carlos VI no Tratado de Troyes

Na ausência de um herdeiro oficial ao trono, Isabel acompanhou o rei Carlos na assinatura do Tratado de Troyes em maio de 1420; Gibbons escreveu que o tratado "apenas confirmou o status de fora da lei [do Delfim]". A doença do rei o impediu de aparecer em sua assinatura, forçando sua esposa a substituí-lo, o que de acordo com Gibbons deu-lhe "responsabilidade perpétua por ter jurado distância da França". Por muitos séculos foi acusada de abandonar a coroa por causa do documento que assinou. Sob os termos do Tratado, Carlos permaneceu como o rei da França, mas Henrique V, que se casou com a filha dos reis, Catarina de Valois, manteve o controle dos territórios que conquistou na Normandia, e iria governar a França com o duque de Borgonha, e seria o sucessor do monarca francês. Isabel deveria viver em uma Paris controlada pelos ingleses.
Carlos VI morreu em outubro de 1422. Como Henrique V tinha morrido mais cedo naquele mesmo ano, seu filho recém-nascido com Catarina de Valois, Henrique VI, foi proclamado rei da França, de acordo com os termos do Tratado de Troyes, com o Duque de Bedford atuando como regente. Novamente circularam rumores sobre Isabel; algumas crônicas descreveram-na em um "estado degradado". De acordo com Tuchman, Isabel tinha uma casa construída em Saint-Ouen onde cuidava de gado, e em seus últimos anos, durante um surto de lucidez, Carlos prendeu um de seus amantes a quem torturou e, em seguida, o afogou no rio Sena. Desmond Seward escreveu que foi o Delfim deserdado que tinha matado o homem. Descrito como um ex-amante de Isabel, assim como um "envenenador e assassino da mulher", o rei Carlos o manteve como um dos favoritos em sua corte até encomendar seu afogamento.
Rumores sobre a promiscuidade da rainha floresceram, o que Adams atribuiu à propaganda inglesa destinada a garantir a compreensão da Inglaterra no trono. Um panfleto alegórico, chamado Pastorelet, foi publicado em meados da década de 1420 pintando-na junto de Luís de Orleães como amantes. Durante o mesmo período a rainha contrastou com Joana d'Arc, considerada virginalmente pura, no alegadamente dito popular "Mesmo que a França tenha sido perdida por uma mulher seria salva por uma mulher". Adams escreveu que Joana d'Arc foi atribuída com as palavras "França, depois de ter sido perdida por uma mulher, seria restaurada por uma virgem", mas nenhum provérbio pode ser comprovado por documentos contemporânea ou crônicas.

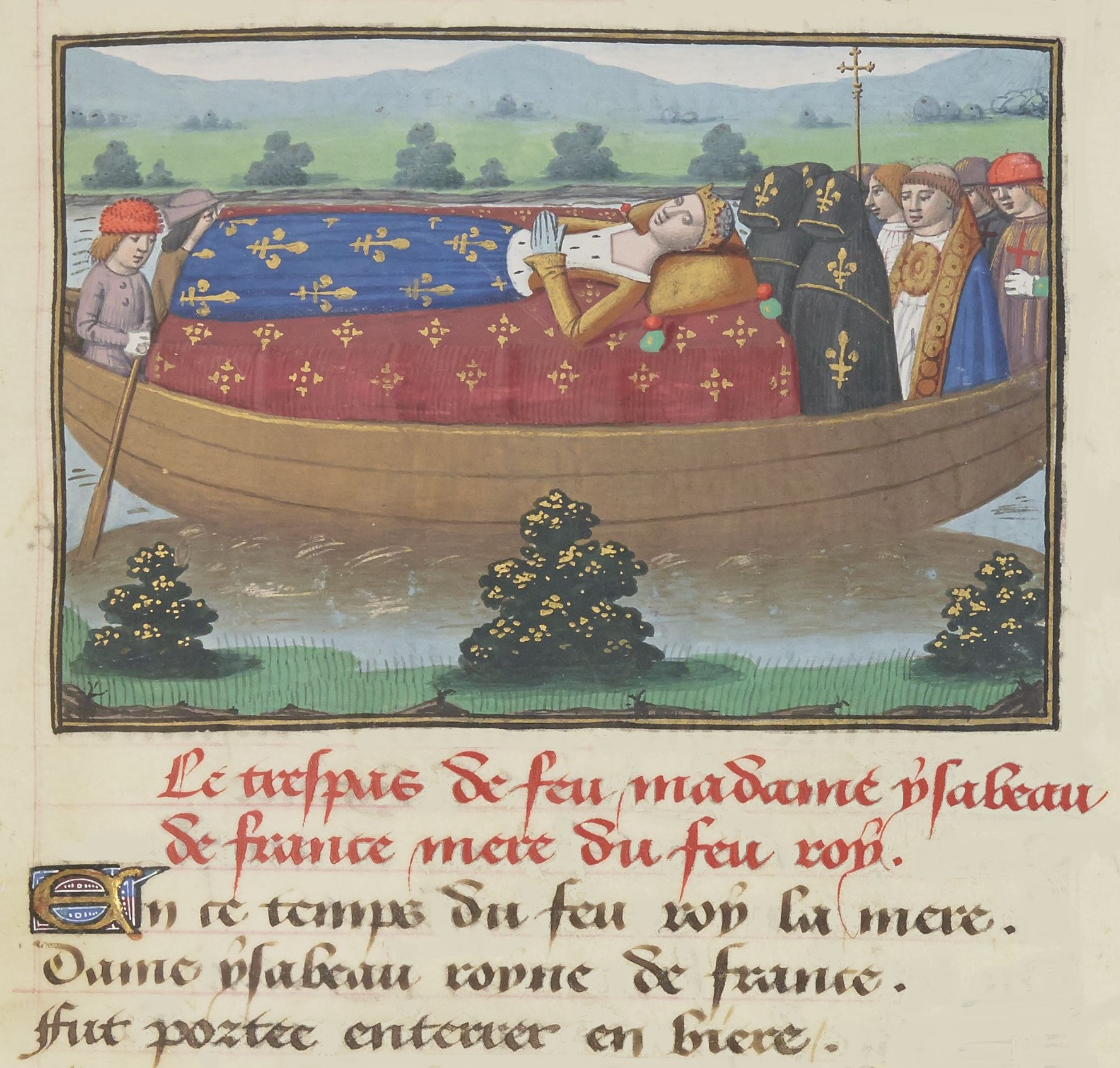
Miniatura do século XV mostrando o cortejo fúnebre de Isabel sobre o rio Sena, a partir da crônica de Marcial de Auvérnia

Em 1429, quando morava na Paris ocupada pelos ingleses, a acusação foi novamente feita, de que Carlos VII não era o filho de Carlos VI. Naquela época, com dois candidatos ao trono francês — o jovem Henriques VI e o deserdado delfim Carlos — isto pode ter sido propaganda para sustentar a alegação dos ingleses. Além disso, fofocas se espalharam de que Joana d'Arc era a filha ilegítima da rainha da França com o duque de Orleães — um rumor que Gibbons considera improvável porque Joana D'Arc quase certamente não nasceu há alguns anos após o assassinato de Luís de Orleães. Histórias circularam que os delfins foram assassinados, e foram feitas tentativas de envenenar os outros filhos, todos os quais contribuíram à sua reputação como uma das grandes vilãs da história.
Foi removida da influência política e retirou-se para viver no Hôtel Saint-Pol com a segunda esposa de seu irmão, Catarina de Alençon. Estava acompanhada de suas dama de companhia Amélia de Ortemburgo e Madame de Moy, a última das quais tinha viajado da Alemanha e tinha ficado com ela como dame d'honneur desde 1409. Isabel morreu lá em 1435. Sua morte e funeral foram documentados por Jean Chartier (membro da Abadia de Saint-Denis), que pode muito bem ter sido uma testemunha ocular.

## Reputação e legado
Isabel foi indeferida pelos historiadores como uma líder libertina, fraca e indecisa. Hoje os historiadores modernos veem-na como tendo um papel de liderança invulgarmente ativo para uma rainha de seu período, forçada a assumir a responsabilidade como resultado direto da doença de Carlos. Seus críticos aceitaram interpretações distorcidas de seu papel nas negociações com a Inglaterra, o que resultou no Tratado de Troyes, e os rumores de sua infidelidade conjugal com Luís de Orleães. Gibbons escreveu que o dever de uma rainha era garantir a sucessão à coroa e cuidar de seu marido; historiadores descreveram que a rainha falhou em ambos os aspectos, e passou a ser vista como um dos grandes vilões da história. Gibbons continua a dizer que até mesmo sua aparência física é incerta; suas representações variam dependendo se estava a ser retratada como boa ou má.
Havia rumores de ser uma má mãe, foi acusada de "incesto, corrupção moral, traição, cobiça e devassidão ... aspirações políticas e envolvimentos". Adams escreveu que os historiadores reavaliaram sua reputação no final do século XX, exonerando-a de muitas das acusações, visto particularmente na erudição de Gibbons. Além disso, Adams admite que acreditava nas acusações contra Isabel até que mergulhou em crônicas contemporâneas: lá ela encontrou poucas evidências contra a rainha, exceto que muitos dos rumores vieram de apenas algumas passagens, e em particular dos escritos pro-Borgonha de Pintoin.

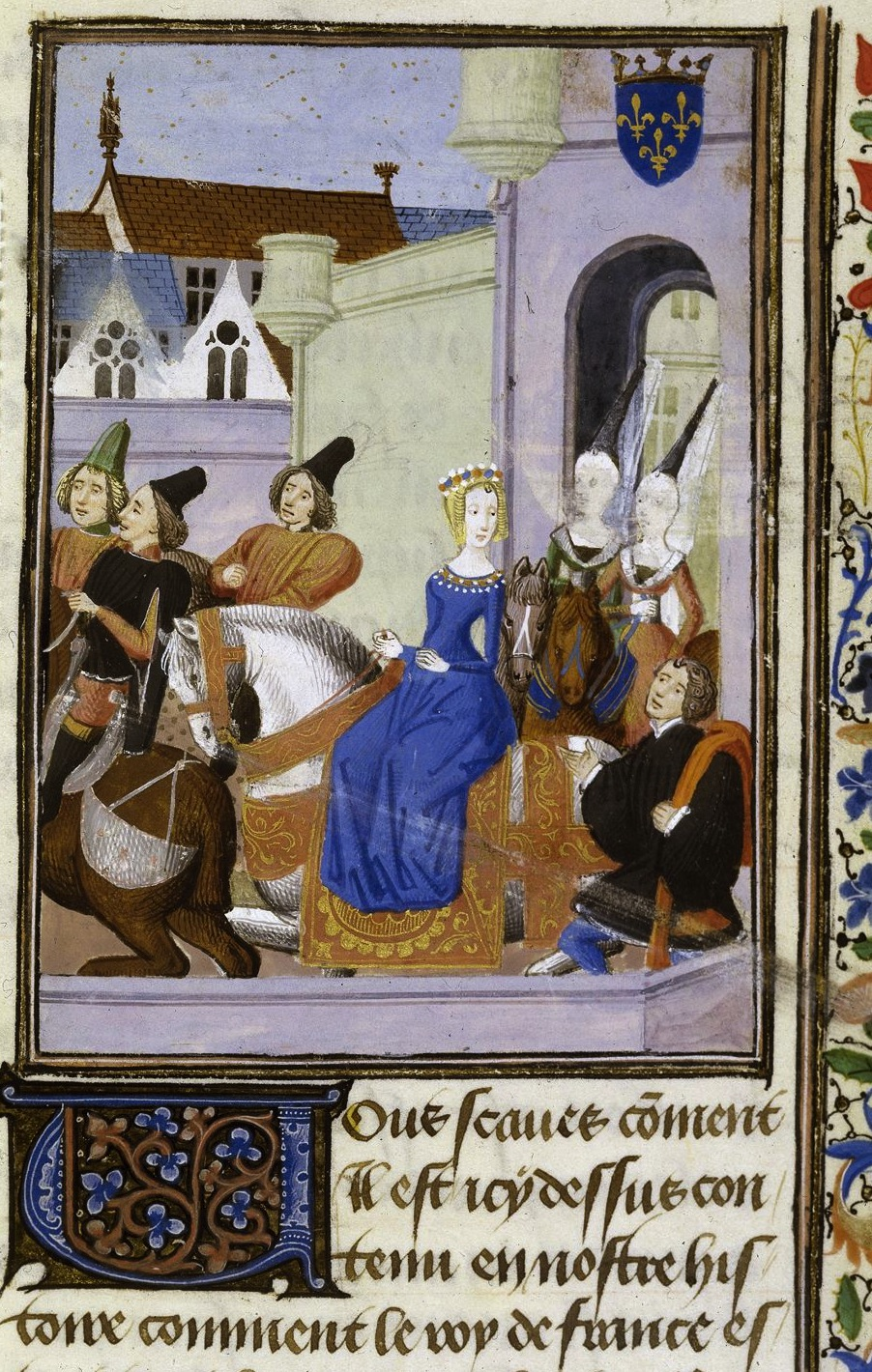
Valentina Visconti, Duquesa de Orleães foi forçada a deixar Paris, acusada de usar feitiçaria

Após o início da enfermidade do rei, uma crença comum era de que a doença e incapacidade mental de Carlos para governar foram devidos a bruxaria de de sua esposa; no início da década de 1380 surgiram rumores de que a corte estava mergulhada em feitiçaria. Em 1397 a esposa do duque de Orleães, Valentina Visconti, foi forçada a deixar Paris porque foi acusada de usar magia. A corte do "rei louco" atraiu magos com promessas de curas que foram muitas vezes utilizadas como ferramentas políticas pelas várias facções. Listas de pessoas acusadas de sedutores do rei foram compiladas, com ambos Isabel e Luís de Orleães indicados.
As acusações de adultério eram desenfreadas. De acordo com a crônica de Pintoin, "[Orleães] agarrou-se um pouco perto demais de sua cunhada, a jovem e bonita Isabel da Baviera, a rainha. Esta ardente morena tinha vinte e dois anos; seu marido estava louco e seu sedutor cunhado adorava dançar, além do que podemos imaginar todos os tipos de coisas". Pintoin disse que a rainha e o duque negligenciaram Carlos, comportando-se escandalosamente e "vivendo as delícias da carne", gastando grandes quantias de dinheiro em entretenimentos da corte. O suposto caso, no entanto, é baseado em um único parágrafo das crônicas de Pintoin, de acordo com Adams, e já não é considerado uma prova.

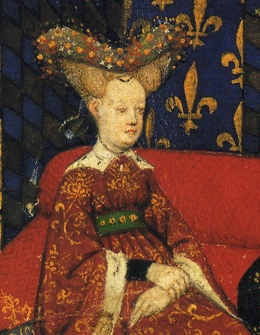
Representação de uma miniatura em O Livro da Rainha, de Cristina de Pisano, onde ela apresenta seu livro a rainha Isabel

Foi acusada de se envolver em modas extravagantes e caras, vestidos carregados de joias e elaborados penteados trançados enrolados em conchas de altura, coberta com largas hennins duplas que, supostamente, requeriam alargar as portas para que pudesse passar. Em 1406 um panfleto satírico pro-Borgonha no verso alegoria listou os supostos amantes da rainha. Foi acusada de conduzir a França em uma guerra civil por causa de sua incapacidade de suportar uma única facção; foi descrita como uma alemã de "cabeça vazia"; de seus filhos, foi dito que "teve o prazer de uma nova gravidez somente na medida em que oferecia seus novos presentes"; e seus erros políticos foram atribuídos a ela ser gorda.
Nos séculos XVIII e XIX historiadores caracterizaram-na como "uma rainha adúltera, luxuosa, intrometida, conspiradora, e perdulária", com vista para suas realizações e influência política. Um livro popular escrito por Louise de Karalio (1758–1822) sobre as "más" rainhas francesas antes de Maria Antonieta é, de acordo com Adams, onde a "lenda negra de Isabel atinge sua expressão máxima em um violento ataque a realeza francesa em geral e, em particular, às rainhas". Karalio escreveu: "Isabel foi elevada em fúria por trazer a ruína do Estado e vendê-lo aos seus inimigos; Isabel da Baviera apareceu, e seu casamento, celebrado em Amiens em 17 de julho de 1385, seria considerado como o momento mais terrível da nossa história". Foi pintada como a amante apaixonada de Luís de Orleães, e a inspiração para o romance inédito do Marquês de Sade, Histoire secrete d'Isabelle de Baviere, reine de France de 1813, sobre o qual Adams escreveu: "submetendo a rainha de sua ideologia de bravura, [o Marquês de Sade] dá a ela uma rapacidade fria e calculista violenta ... uma mulher que gerencia cuidadosamente sua avidez para o máximo de gratificação". Continua a dizer que o Marquês de Sade admitiu "estar perfeitamente consciente de que as acusações contra a rainha são sem fundamento."

## Mecenato

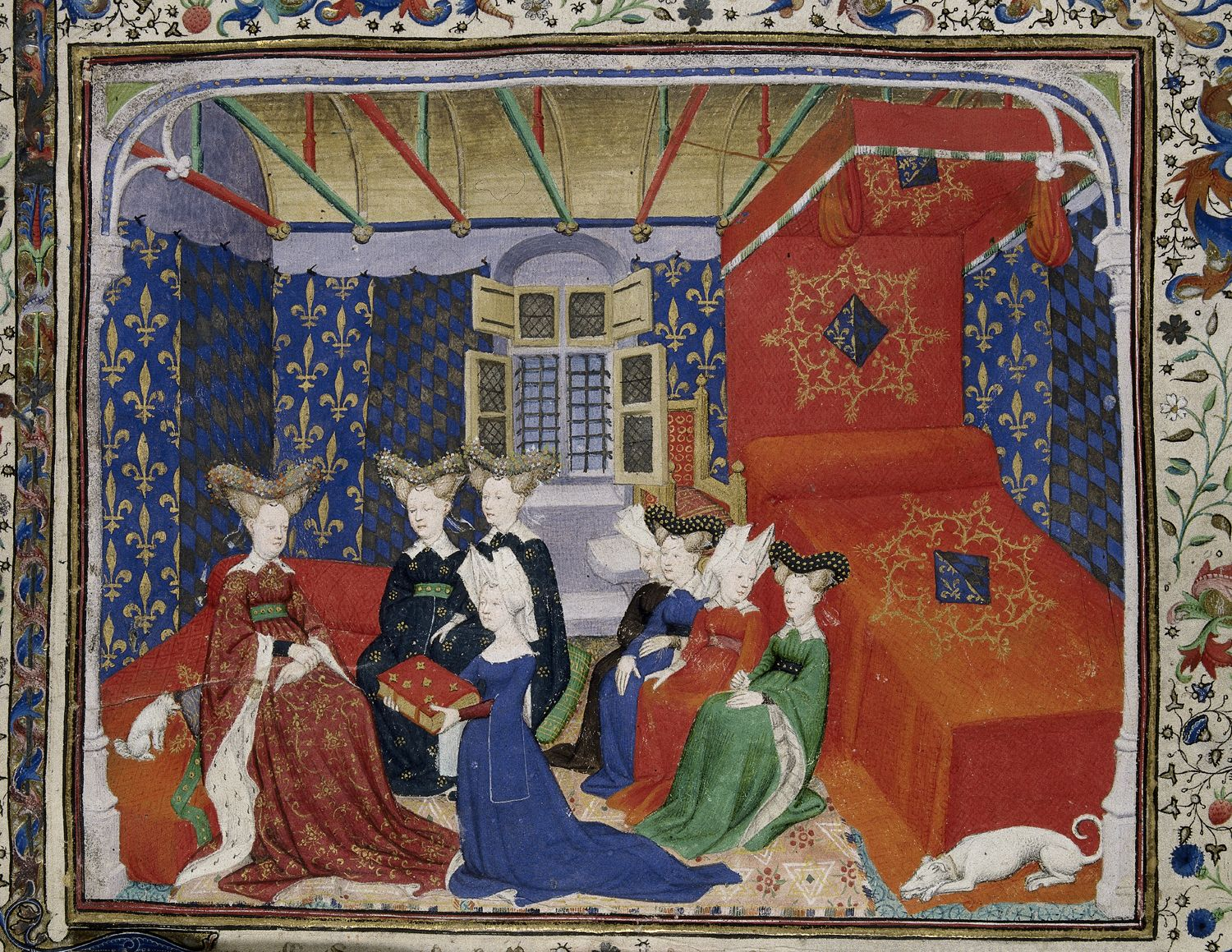
Miniatura mostrando Cristina de Pisano dando a rainha Isabel um livro como presente de ano novo em seu gabinete com suas damas

Como muitos dos Valois, Isabel era colecionadora de arte apreciativa. Adorava joias e foi responsável pelas comissões de peças particularmente pródigas de escultura de vulto — uma técnica recém-desenvolvida de se fazer peças de ouro cobertas com esmalte. A documentação sugere que encomendou várias belas peças de tableaux d'or de ourives parisienses.
Em 1404, Isabel deu a Carlos uma escultura de vulto espetacular, conhecida como Santuário do Pequeno Cavalo de Ouro, (ou Goldenes Rössli), hoje mantida em uma igreja do convento em Altötting, na Baviera. Documentos contemporâneos identificam a estátua como um presente de Ano Novo — um étrennes — um costume romano que Carlos reviveu para estabelecer posição e alianças durante o período de facciosismo e guerra. Com exceção dos manuscritos, o Pequeno Cavalo de Ouro é o único étrennes sobrevivente documentado do período. Pesando 12 quilos a peça de ouro é incrustada com rubis, safiras e pérolas. Retrata Carlos ajoelhado em uma plataforma acima de um conjunto duplo de escadas, apresentando-se à Virgem Maria e o Menino Jesus, que são atendidos por João Evangelista e João Batista. Uma joia treliça ou caramanchão incrustado está acima; abaixo está um escudeiro segurando o cavalo dourado. Isabel também trocou presentes de Ano Novo com o duque de Berry; uma peça existente é a estatueta de escultura de vulto de Santa Catarina.
A autora medieval Cristina de Pisano solicitou mecenato da rainha pelo menos três vezes. Em 1402, ela enviou uma compilação de seu argumento literário Querelle du Roman de la Rose — em que questiona o conceito de amor cortês — com uma carta exclamando "Estou firmemente convencida de que a causa feminina é digna de defesa. Isso eu faço aqui e tenho feito com meus outros trabalhos." Em 1410 e novamente em 1411, Pisano solicitou a rainha, apresentando-a em uma cópia iluminada de suas obras em 1414. Em O Livro da Cidade de Senhoras, Pisano elogiou ricamente a monarca, e novamente em sua coleção iluminada, A Carta de Othea, na qual a estudiosa Karen Green acredita que a autora é "o culminar de 15 anos de serviços durante o qual Cristina formulou uma ideologia que sustentava o direito de Isabel em governar como regente neste tempo de crise."
Mostrou grande piedade, essencial para uma rainha de seu período. Durante sua vida, e em sua vontade, legou propriedades e bens pessoais para Notre Dame, a Basílica de St Denis, e o convento em Poissy.

## Descendência

Isabel de Valois apresentado-se a Ricardo II de Inglaterra
Joana de França, mostrada em um desenho do século XVII ou início do século XVIII, casou-se com João VI de Bretanha
Catarina de Valois se casou com Henrique V de Inglaterra
Carlos VII de França mostrado em um retrato de meados do século XV por Jean Fouquet

O nascimento de cada um dos 12 filhos de Isabel é bem narrado; até mesmo os arranjos de decoração dos quartos em que ela deu à luz são descritos. Tinha seis filhos e seis filhas. O primeiro, nascido em 1386, morreu ainda quando bebê e o último, Filipe, nascido em 1407, viveu um único dia. Três outros morreram jovens, com apenas seu filho mais novo, Carlos VII, vivendo a vida adulta. Cinco das seis filhas sobreviveram; quatro eram casadas e uma, Maria (1393-1438), foi enviada aos quatro anos para ser criada em um convento, onde se tornou priora.
Seu primeiro filho, Carlos (nascido em 1386) morreu na infância. Uma filha, Joana, nascida dois anos depois, viveu até 1390. Sua segunda filha, Isabel, nascida em 1389, casou-se aos sete anos com Ricardo II de Inglaterra e depois de sua morte com Carlos, Duque de Orleães. A terceira filha, Joana (1391-1433), que viveu até os 42 anos, casou-se com o duque João VI de Bretanha. Sua quinta filha, Micaela (1395-1422), a primeira esposa de Filipe, o Bom, morreu sem filhos sobreviventes aos 27 anos. A mais nova, Catarina (1401-1438), casou-se com Henrique V de Inglaterra; após sua morte, tomou Sir Owen Tudor como seu segundo marido.
De seus filhos, o primeiro a sobreviver à infância e tornar-se Delfim, Carlos (1392-1401), morreu aos oito anos de uma "doença assoladora". Luís, Delfim de França, duque de Guyenne (1397-1415), casado com Margarida da Borgonha, morreu aos 18 anos. João, Delfim de França, duque de Touraine (1398-1417), o primeiro marido de Jaqueline, Condessa de Hainaut, morreu sem descendência. Carlos VII (1403-1461) casou-se com Maria de Anjou.
De acordo com os historiadores modernos, Isabel ficou em estreita proximidade com os filhos durante sua infância, tinham que viajar com ela, comprou-lhes presentes, escreveu cartas, comprou textos devocionais, e cuidou para que suas filhas fossem educadas. Resistiu a separação e reagiu contra ter seus filhos enviados para viver com outras famílias (como era costume na época). Pintoin escreveu que ficou desanimada com o contrato de casamento que estipulou seu terceiro filho sobrevivente, João, a ser enviado para viver em Hainaut. Manteve relações com suas filhas após seus casamentos, escrevendo cartas para elas com frequência. Enviou-os para fora de Paris, durante um surto de peste, ficando para trás com a criança mais jovem, João, novo demais para viajar. Os Celestinos permitiram "quando e quantas vezes quisesse, ela poderia entrar no mosteiro e igreja ... suas vinhas e jardins, tanto para devoção e para o entretenimento e prazer de si e seus filhos."